# Herzogiaria
Herzogiaria là một chi rêu trong họ Pseudolepicoleaceae.